# Souleymane's Story
Souleymane's Story (fransk titel: L'histoire de Souleymane) er en fransk dramafilm fra 2024, der er instrueret af Boris Lojkine. Den handler om cykelbuddet Souleymane fra Guinea (spillet af Abou Sangare), der kæmper for at klare sig i Paris, mens han venter på at komme til et afgørende interview hos de franske asylmyndigheder.

## Handling
Flygtningen Souleymane (spillet af Abou Sangare) arbejder i Paris som cykelbud og bringer mad ud til folk, mens han forbereder sig på det interview med asylmyndighederne, som vil være afgørende for hans ønske om at få lovligt ophold i Frankrig. Om natten kæmper han for at få en sengeplads i et af Paris' herberger for hjemløse. I sit hjemland Guinea har han en familie og en forlovet, som regner med ham. Men hvilken historie skal han fortælle myndighederne?

## Medvirkende
- Abou Sangare
- Alpha Oumar Sow
- Nina Meurisse
- Emmanuel Yovanie

## Modtagelse
Abou Sangare vandt priser for sit skuespil både ved filmfestivalen i Cannes og ved European Film Awards. I Frankrig solgte filmen omkring 500.000 billetter.

### Danmark
Filmmagasinet Ekko kaldte filmen en forening af æstetisk skønhed og imperialismekritik og gav den fem ud af seks stjerner. Samme bedømmelse (fem hjerter) fik filmen i Politiken, der mente, at Sangares filmpriser for sin præstation var fortjent. Anmeldelsen mente også, at filmens indhold kunne relateres til Wolt-budene i Danmark, der bringer madvarer fra fastfoodrestauranter ud til private, og som ofte er udlændinge, der arbejder under kritiserede forhold som en slags daglejere uden rettigheder, og dermed var en af de situationer i Danmark, hvor klasseskellene kan opleves tydeligst på første hånd. Information kaldte filmen for troværdig socialrealisme, når genren er bedst og mindst svulstig.